# Conus sponsalis
Conus sponsalis är en snäckart. Conus sponsalis ingår i släktet Conus och familjen kägelsnäckor.

## Underarter
Arten delas in i följande underarter:
- C. s. sponsalis
- C. s. nux

## Bildgalleri

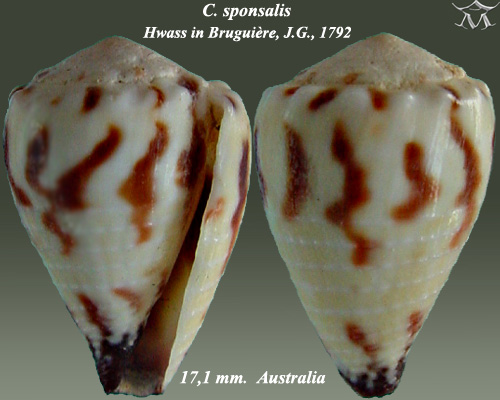
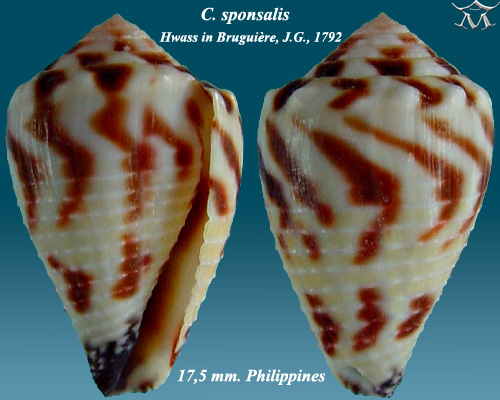
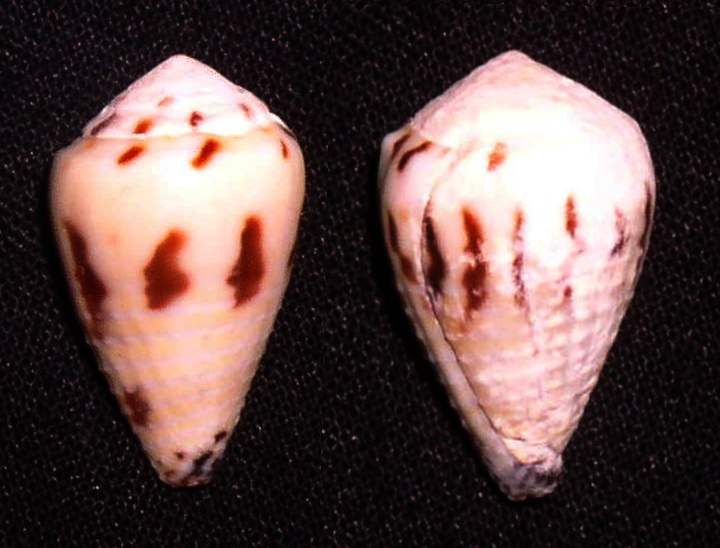